# Massimo Recalcati
Pour les articles homonymes, voir Recalcati.
Massimo Recalcati est un psychanalyste italien né le 28 novembre 1959.

## Biographie
Diplômé en philosophie, élève de Franco Fergnani à l'université de Milan, il se spécialise en psychologie sociale à l'école de psychologie sous la direction de Marcello Cesa-Bianchi. Il enseigne à l'université de Padoue, d'Urbino, de Bergame et de Lausanne, "Psychopathologie du comportement alimentaire" à l'université de Pavie, et est directeur scientifique de l'Institut de recherche de la psychanalyse appliquée. Il fonde le centre de clinique psychanalytique Jonas Onlus. Depuis 2006, il supervise le département de neuropsychiatrie de l'hôpital St. Orsola de Bologne. Il a publié 29 livres, traduits dans une douzaine de pays : France, Espagne, Autriche, Argentine, Serbie, Brésil, Allemagne et États-Unis. Son travail se concentre sur l'enseignement de Jacques Lacan, avec un intérêt pour les troubles de l'alimentation. Il étudie également le complexe de Télémaque, sur la relation père-enfant.

## Publications
- L'universale e il singolare. Lacan e l'al di là del principio del piacere, Milano, Marcos y Marcos, 1995.
- L'ultima cena: anoressia e bulimia, Milano, Bruno Mondadori, 1997.
- Clinica del vuoto: anoressie, dipendenze, psicosi, Milano, FrancoAngeli, 2002.
- Sull'odio, Milano, Bruno Mondadori, 2004.
- L'omogeneo e il suo rovescio: per una clinica psicoanalitica del piccolo gruppo monosintomatico, Milano, FrancoAngeli, 2005.
- Elogio dell'inconscio: dodici argomenti in difesa della psicoanalisi, Milano, Bruno Mondadori, 2007.
- Il miracolo della forma. Per un'estetica psicoanalitica, Milano, Bruno Mondadori, 2007.
- Melanconia e creazione in Vincent Van Gogh, Torino, Bollati Boringhieri, 2009.
- L'uomo senza inconscio. Figure della nuova clinica psicoanalitica, Milano, Raffaello Cortina, 2010.
- Cosa resta del padre? La paternità nell’epoca ipermoderna, Milano, Raffaello Cortina, 2011.
- Ritratti del desiderio, Milano, Raffaello Cortina, 2012.
- Jacques Lacan. Desiderio, godimento e soggettivazione, Milano, Raffaello Cortina, 2012.
- (it) Il complesso di Telemaco. Genitori e figli dopo il tramonto del padre, Feltrinelli, 2013, 153 p. (ISBN 978-88-07-17255-7, lire en ligne)
- Patria senza padri, avec Christian Raimo, Roma, Minimum fax, 2013.
- Non è più come prima. Elogio del perdono nella vita amorosa, Milano, Raffaello Cortina, 2014.
- L'ora di lezione. Per un'erotica dell'insegnamento, Torino, Einaudi, 2014.  (ISBN 978-88-06-21489-0)
- La forza del desiderio, Edizioni Qiqajon, Magnano, Biella, 2014
- Le mani della madre. Desiderio, fantasmi ed eredità del materno, Feltrinelli, Milano, 2015
- Jacques Lacan. La clinica psicoanalitica: struttura e soggetto, Raffaello Cortina, Milano, 2016
- Il vuoto centrale. Quattro brevi discorsi per una teoria psicoanalitica dell’istituzione, Poiesis, Alberobello-Bari, 2016
- Un cammino nella psicoanalisi. Dalla clinica del Vuoto al Padre della Testimonianza. Inediti e scritti rari 2003-2013, Mimesis, Sesto San Giovanni, Milano, Mario Giorgetti Fumel (a cura di), 2016
- Il mistero delle cose. Nove ritratti di artisti, Feltrinelli, Milano, 2016
- Il segreto del figlio. Da Edipo al figlio ritrovato, Feltrinelli, Milano, 2017
- La pratica del colloquio clinico. Una prospettiva lacaniana, Raffaello Cortina, Milano, 2017
- I tabù del mondo, Einaudi, Torino, 2017
- Ritorno a Jean-Paul Sartre. Esistenza, infanzia e desiderio, Einaudi, Torino, 2021
- Il grido di Giobbe, Einaudi, Torino, 2021
- Esiste il rapporto sessuale? Desiderio, amore e godimento, Raffaello Cortina Editore, Milano, 2021
- Pasolini. Il fantasma dell'origine', Feltrinelli, Milano, 2022
- Amen', Einaudi,Torino, 2022
- La legge della parola. Radici bibliche della psicoanalisi', Einaudi, Torino, 2022

### Traduits en français
- Ce qui reste du père. La paternité à l'époque hypermoderne, trad. L. Cecotti-Stievenard, Toulouse, Erès, 2014.
- Le Complexe de Télémaque. Reconstruire la fonction du père, trad. P. Vighetti, Paris, Odile Jacob, 2015 Lire un extrait:
- Mélancolie et création chez Vincent Van Gogh, trad. G. Galibert, Paris, Ithaque, 2016. Lire un extrait:
- Ce n’est plus comme avant... Éloge du pardon dans la vie amoureuse, trad. Francesca Caiazzo, Paris, Ithaque, 2019.  (ISBN 978-2-490350-04-9)